# Vasile Adamescu
Vasile Adamescu (n. 5 septembrie 1944, Borcea, Călărași, d. 6 decembrie 2018, Cluj-Napoca) a fost un profesor și artist român, cu surdocecitate.

## Biografie
S-a născut la 5 septembrie 1944, iar la vârsta de 2 ani și jumătate, în urma unei meningite, și-a pierdut văzul și auzul (ca atare, nu a învățat nici să vorbească).
A urmat Liceul Special pentru Deficienți de Vedere la Cluj, unde profesoara Florica Sandu, dublu specializată, pentru nevăzători și deficienți de auz, a reușit să îl instruiască să comunice. A urmat studii superioare, la Facultatea de Psihopedagogie a UBB Cluj. A fost profesor la același liceu clujean (de unde s-a pensionat în 2004). Activează pentru instruirea persoanelor cu dizabilități și legislația de protecție a acestora. A fost căsătorit de două ori, prima dată a rămas văduv, iar a doua oară a divorțat. Autor de modelaje, cu expoziție (2015) la Muzeul Astra din Sibiu. 

## Distincții și decorații
La sfârșitul lunii ianuarie 2013, președintele României, Traian Băsescu, l-a decorat cu Ordinul Național „Pentru Merit” în grad de Cavaler. Decorația i-a fost conferită în semn de apreciere pentru înalta sa ținută morală, pentru profesionalismul și dăruirea de care a dat dovadă, la catedra Liceului de Nevăzători din Cluj-Napoca, ajutând mai multe generații de persoane cu dizabilități să își făurească o carieră în cadrul societății. 

## Publicații
A publicat volumul autobiografic Înfruntând viața, Editura Boema, 2012, cu sprijinul Clubului Rotary din Turda.